# João de Casal
Dom João de Casal (Castelo de Vide, Portugal, 1641 - Macau, 20 de setembro de 1735) foi um sacerdote católico português e bispo de Macau de 1690 até 1735, sendo o seu bispado de 45 anos o mais longo que a Diocese de Macau já teve.

## Biografia
João de Casal nasceu em Castelo de Vide, no Alentejo, em 1641. Estudou e doutorou-se em teologia na Universidade de Évora. Foi ordenado na Ordem de Santo Agostinho. Em 1690, foi nomeado bispo de Macau pelo rei D. Pedro II e confirmado nesse mesmo ano pelo Papa Alexandre VIII. Aquando da confirmação, o Papa decidiu também eregir as dioceses de Nanquim e de Pequim, passando a diocese de Macau a governar apenas os católicos de Macau e das províncias de Guangdong e Guangxi. Estas três dioceses na China estavam vinculadas ao Padroado português.
Sagrado em Lisboa e trazendo consigo oito sacerdotes, D. João de Casal chegou e tomou posse da diocese de Macau em julho de 1692, quebrando assim 79 anos de vacância, visto que o último bispo que a diocese teve foi D. João Pinto da Piedade O. P., que deixou a cidade em 1613.
Reorganizou a diocese e fundou em 1698 o Cabido da Sé. Em 1707, foi fundada com a sua permissão a Confraria do Sagrado Coração de Jesus pelos padres José Anselmo e Romano Hinderer S.J., sendo este último o responsável pela construção da primeira igreja chinesa dedicada ao Sagrado Coração de Jesus na cidade de Hangzhou (província de Zhejiang). Esta confraria teve um papel importante na introdução desta devoção a Jesus em Portugal. Em 1724, instalou-se a Confraria da Mãe de Deus na Sé Catedral. D. João Casal foi provedor da Santa Casa da Misericórdia em 1706 e Governador interino de Macau em 1735. Durante o seu bispado, a diocese de Macau participou na controvérsia dos ritos na China, que dividiu os missionários e prejudicou muito a evangelização na China.
Com 94 anos de idade e 45 anos de bispado, D. João de Casal morreu em Macau no dia 20 de setembro de 1735, sendo sepultado na capela do Santíssimo Sacramento da Sé Catedral. Foi sucedido pelo seu bispo-coadjutor D. Eugénio Trigueiros.

### Papel desempenhado na controvérsia dos ritos chineses
D. João de Casal, defendendo a sua autoridade episcopal vinculada ao Padroado português, entrou em conflito directo com o legado papal Charles de Tournon, que chegou a Macau sem a autorização do Padroado em 1707, depois de ser expulso da China pelo Imperador Kangxi. D. João de Casal chegou mesmo a proibir o clero local de obedecer aos decretos de Tournon que condenavam os ritos chineses como supersticiosos e incompatíveis com o catolicismo. Porém, tanto os agostinhos como os dominicanos decidiram apoiar Tournon, gerando um clima de instabilidade política, social e religiosa em Macau. Com o agravar dos conflitos, houve até trocas de excomunhão entre os dois prelados. Tournon acabou por morrer em Macau no dia 8 de junho de 1710 e os seus aliados agostinhos expulsos da cidade em 1712. Em 1721, os agostinhos regressaram a Macau.
Em 1715, o Papa Clemente XI, um apoiante de Tournon, emitiu a bula papal "Ex illa die", que condenava os ritos chineses como supersticiosos e incompatíveis com o catolicismo. Em 1720, D. João de Casal e os superiores das ordens religiosas em Macau tiveram que obedecer à bula papal, mediante a realização de um juramento nas mãos do legado papal Mezzabarba, que foi enviado à China para notificar oficialmente o Imperador e a Igreja chinesa sobre a decisão papal.
Por causa da controvérsia dos ritos, o Imperador Kangxi, que anteriormente era favorável ao cristianismo, decidiu proibir em 1721 a actividade evangelizadora dos missionários europeus na China. Em 1732/1734, o Imperador Yongzheng expulsou todos os missionários da China, excepto aqueles que trabalhavam na Corte imperial como cientistas ou sábios (na sua maioria, eram jesuítas). Macau serviu-se assim de cidade de refúgio para dezenas de missionários expulsos, incluindo alguns bispos, como o bispo de Nanquim D. Manuel de Jesus Maria José, o vigário apostólico de Kiangsi D. Álvaro de Benavente e o bispo de Pequim D. Francisco da Purificação.